# 문워크

문워크

문워크(moonwalk)란 마치 댄서가 앞으로 스텝을 딛는 것 같이 보이지만, 실제로는 뒤로 움직이는 댄스 기법을 말한다. 문워크는 마치 사람이 컨베이어벨트 위에서 걷는 것 같은 인상을 준다.

## 역사
최초의 문워크는 1930년대에 시작됐으나 미숙한 스텝에 대중화되지 않았다. 마이클 잭슨은 소울 트레인이라는 프로그램에 출연한 어린 소년인 캐스퍼가 선보인 백슬라이드 스텝을 보고 그를 찾아가 백슬라이드 스텝을 익힌 뒤 우리가 아는 문워크 스텝으로 발전시켰다. 잭슨이 1983년 3월 25일, 히트 곡 빌리 진(Billie Jean)을 부르는 도중에 연결되된 자연스러운 스텝을 시연해 보임으로써 문워크는 널리 퍼지기 시작했다.
마이클은 2005년 했던 인터뷰에서 이렇게 설명했다. "1970년대 말인가 1980년대 초인가에 할렘 가를 걷다가 거리에서 춤을 추는 그 아이들을 보았다. 그리고 그 춤은 내가 환상의 댄스라고 부르는 춤이 되었다. 난 그 스텝을 잘 기억해두었다가 엔시노 집의 내 방에서 되살려보았다. 다시 그 춤을 만들어내기 시작했고, 추고 또 추며 창조하고 완벽하게 다듬었다." 이 기법은 마이클 잭슨을 상징하는 춤동작으로 대중에게 인식되었고 그 이래로 문워크는 세계에서 가장 잘 알려진 춤동작 중 하나가 되었다. 또한 가수 스티비 원더는 만일 자신이 앞을 볼 수 있게 되면 꼭 보고 싶은 것 2가지 중에서 하나를 마이클 잭슨의 문워크라고 꼽았다. (하나는 자신의 딸 얼굴)
2009년 6월 30일 벨기에의 브뤼셀 스튜디오에서는 ‘이터널 문워크’라는 이름의 홈페이지를 개설했다.

## 문워크의 동작
기본적인 문워크는 보통 다음과 같은 순서로 추게 된다.
- 오른발을 왼발의 뒤로 놓고, 오른발을 발가락으로 딛어 일으켜서 양 발이 "L" 모양을 취하게 한다.
- 앞에 있는 왼발을 뒤에 있는 오른발 쪽으로 미끄러뜨리며 움직이는데, 왼발가락을 이용해서 천천히 위쪽으로 미끄러뜨린다. 즉 왼발을 뒤로 미끄러뜨리면서 왼발가락으로 왼발을 딛어일으키는 것이다.
- 왼발의 자세가 그렇게 바뀌고 있는 것과 동시에 오른발은 다시 발바닥으로 딛어서 평평하게 둔다. 그렇게 되면 양 발이 다시 "L" 모양을 취하게 된다.
- 마찬가지 방법으로 다시 발을 교차한다. 이러한 동작을 반복하면 된다.
- 뒤로 미끄러뜨리는 발은 무릎뼈를 약간 앞쪽으로 구부려서 보는 이들이 그 발이 앞을 딛고 있는 것처럼 착각하게 만들어주어야 한다.